# Вікіпроєкт

Скріншот головної сторінки Неенциклопедії Укрнету на базі ЗеВікі

Вікіпроє́кт — збірка впорядкованих за тематикою, оформленням, метою створення вікісайтів, що використовують при редагуванні єдину вікірозмітку і знаходяться на єдиному хостингу.
Ві́кі — це вебсайт (або інша гіпертекстова збірка документів), що дозволяє користувачам змінювати самостійно вміст сторінок через браузер, використовуючи спрощену і зручнішу, порівняно з HTML, вікірозмітку тексту (див. вікі).
Для того, щоб окремий користувач міг створити власний вікіпроєкт, існують вікіхостинги. Вікіхостинги можуть створюватися як на платній, так і на безоплатній основах.

Скріншот створення нового вікіпроєкту на платформі Вікії

## Безкоштовні вікіхостинги
Безкоштовні вікіхостинги, чи вікіплатформи, чи, на англомовному жаргоні, вікіферми, — спеціалізовані ВЕБ-майданчики, які дозволяють будь-якому користувачеві інтернету створювати на їх базі вікіпроєкти.

Сторінка реєстрації в україномовному розділі на вікі-фермі ShoutWiki

Переважно англомовні. Оскільки нас цікавить можливість створення україномовних вікісайтів, нижче подано багатомовні платформи, які дозволяють створювати сайти у тому числі українською мовою.

### Перелік
- Насамперед Вікія (Фендом). У Вікіпедії є окрема стаття про цей хостинг.
- uk.shoutwiki.com/ український портал на хостингу ShoutWiki[2]
- referata.com  [Архівовано 18 квітня 2016 у Wayback Machine.] має певні досить незручні обмеження функцій, проте дозволяє зробити невелику вікі, скажімо, з метою навчання чи збірки однотипних документів (наприклад, інструкцій з охорони праці)
- Український портал zewiki.com [Архівовано 7 березня 2018 у Wayback Machine.] — нова платформа, створена українським програмістом на базі відкритого програмного коду Вікії, що припинила своє існування в 2017 році.
- wiki.gg/ -  wiki.gg — це спільнота розробників і редакторів, які створюють найкращий досвід вікі для пристрасних розважальних франшиз і баз фанів — вікі-ферма для створення фанатських проєктів світу розваг: телебачення, кіно, естрада, комп'ютерні ігри, спорт, тощо. На рушії MediaWiki. Мова основної спільноти англійська.
- як окремий випадок, поняття вікі-проєкт може бути застосоване до певного масиву сторінок, об'єднаних однією метою і тематикою, в рамках, скажімо, Вікіпедії певною мовою; як приклад: вікі-проєкт «Українська мова» української Вікіпедії.

### Плюси
До переваг безкоштовних вікіплатформ можна віднести
- звісно, безкоштовність для самого користувача (власники отримують прибутки за рахунок розміщуваної реклами)
- незалежність від стафів, хелперів та інших адміністраторів (свобода відносна, оскільки на будь-якому хостингу є певні правила, при порушенні яких користувач блокується, а контент підлягає видаленню)
- гнучка система функцій редагування, у тому числі й сторінок MediaWiki, JS, CSS.

### Мінуси
Серед недоліків можна виділити
- невелику аудиторію користувачів, яку можна залучити до редагувань в таких проєктах
- велика залежність оформлення й адміністрування проєкту в цілому від вікідосвіду засновника і адміністраторів
- різні можливості різних вікі-ферм щодо оформлення зовнішнього вигляду (варіанти скінів чи «шкірок»), експорту / імпорту контенту, завантаження медіа-файлів